# Суракарта

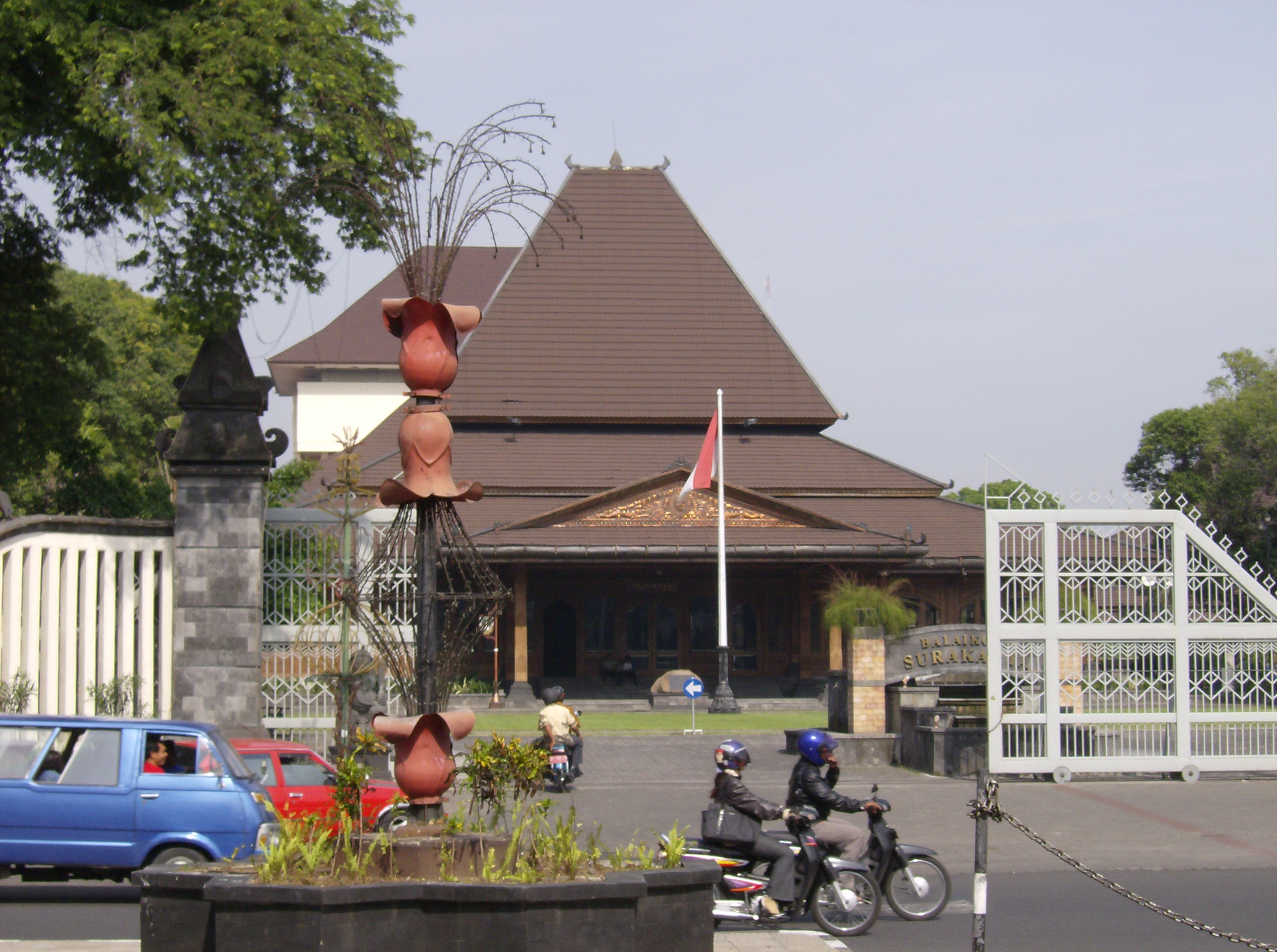
Ратуша

Суракарта (індонез. Surakarta, неофіційна назва Соло) — індонезійське місто в провінції Центральна Ява. Знаходиться в 600 км від Джакарти.
Суракарта ще відоме як «місто, яке ніколи не спить», тому що особливість місцевих продуктових кіосків і торгових фургонів — цілодобова робота.
Місцевою визначною пам'яткою є історичний палац місцевих монархів — сусухунанів, який має назву, як і інші укріплені резиденції яванських правителів, кратон (яван. keraton).

## Історія
Після смерті останнього правителя султанату Демак, першого мусульманського султанату Яви, почалися міжусобні війни. Переможцем став зять останнього султана, Джоко Тінгкір, також відомий як султан Хадівіджая, який переніс столицю султанату в Паджанг, розташований у 8-ми милях від сучасного Суракарта. Джоко Тінгкір був убитий у результаті перевороту своїм прийомним сином, Сутавіджаей, який успадкував трон і переніс столицю на територію сучасної округи Джокьякарта і заснував правлячу династію султанату Матарам.